# Jean-Baptiste Dupy
Jean-Baptiste Dupy (23 de diciembre de 1979) es un deportista francés que compitió en remo. Ganó una medalla de oro en el Campeonato Mundial de Remo de 2001, en la prueba de ocho con timonel ligero.

## Palmarés internacional
| Campeonato Mundial | Campeonato Mundial | Campeonato Mundial | Campeonato Mundial      |
| Año                | Lugar              | Medalla            | Prueba                  |
| ------------------ | ------------------ | ------------------ | ----------------------- |
| 2001               | Lucerna (Suiza)    | Medalla de oro     | Ocho con timonel ligero |